# Egira perlumbens
Egira perlumbens là một loài bướm đêm trong họ Noctuidae.